# Вільярес-де-Орбіго
Вільярес-де-Орбіго (ісп. Villares de Órbigo) — муніципалітет в Іспанії, у складі автономної спільноти Кастилія-і-Леон, у провінції Леон. Населення — 732 особи (2010).
Муніципалітет розташований на відстані близько 290 км на північний захід від Мадрида, 31 км на південний захід від Леона.
На території муніципалітету розташовані такі населені пункти: (дані про населення за 2010 рік)
- Мораль-де-Орбіго: 32 особи
- Сан-Феліс-де-Орбіго: 186 осіб
- Сантібаньєс-де-Вальдеіглесіас: 196 осіб
- Вальдеіглесіас: 31 особа
- Вільярес-де-Орбіго: 287 осіб

## Демографія
Динаміка населення (INE ):